# Гарден-В'ю (Пенсільванія)
Гарден-В'ю (англ. Garden View) — переписна місцевість (CDP) в США, в окрузі Лайкомінг штату Пенсільванія. Населення — 2478 осіб (2020).

## Географія
Гарден-В'ю розташований за координатами 41°15′24″ пн. ш. 77°2′53″ зх. д. / 41.25667° пн. ш. 77.04806° зх. д. (41.256665, -77.048090).  За даними Бюро перепису населення США в 2010 році переписна місцевість мала площу 2,81 км², з яких 2,75 км² — суходіл та 0,06 км² — водойми.

## Демографія
Згідно з переписом 2010 року, у переписній місцевості мешкали 2503 особи в 1144 домогосподарствах у складі 696 родин. Густота населення становила 889 осіб/км².  Було 1194 помешкання (424/км²).
Расовий склад населення:
| - 96,3 % — білих - 1,4 % — чорних або афроамериканців - 0,7 % — азіатів - 0,2 % — корінних американців |

До двох чи більше рас належало 1,2 %. Частка іспаномовних становила 1,0 % від усіх жителів.
За віковим діапазоном населення розподілялося таким чином: 17,6 % — особи молодші 18 років, 60,9 % — особи у віці 18—64 років, 21,5 % — особи у віці 65 років та старші. Медіана віку мешканця становила 47,5 року. На 100 осіб жіночої статі у переписній місцевості припадало 94,3 чоловіків;  на 100 жінок у віці від 18 років та старших — 92,1 чоловіків також старших 18 років.
Середній дохід на одне домашнє господарство  становив 47 501 долар США (медіана — 42 344), а середній дохід на одну сім'ю — 56 878 доларів (медіана — 52 958). За межею бідності перебувало 10,7 % осіб, у тому числі 3,6 % дітей у віці до 18 років та 10,6 % осіб у віці 65 років та старших.
Цивільне працевлаштоване населення становило 1375 осіб. Основні галузі зайнятості: освіта, охорона здоров'я та соціальна допомога — 31,4 %, роздрібна торгівля — 21,8 %, виробництво — 14,5 %, транспорт — 8,1 %.